# Kushiro
Kushiro (japanska: 釧路市 ?, Kushiro-shi) är en stad i Hokkaidō prefektur i Japan. Staden fick stadsrättigheter 1922.

## Historik
Kushiro fick status som chō ("köping") 1900. År 1920 utbröts ett område som blev Kushiro by (nuvarande Kushiro-chō). Den 1 augusti 1922 blev Kushiro stad, shi.
År 1949 uppgick Tottori-chō i Kushiro-shi.
Den 11 oktober 2005 skedde en sammanslagning när Kushiro gick ihop med Akan och Onbetsu. Shiranuka hade inledningsvis deltagit i sammanslagningsplanerna, men valde att lämna dessa. Eftersom Onbetsu gränsade till Shiranuka, men inte de övriga områdena kom den nya kommunen att bestå av två separata områden med Shiranuka dem emellan.

## Natur
Inom stadens område finns delar av två nationalparker:
- Kushiro-shitsugen nationalpark - våtmarksområde med japansk trana (Grus japonensis)[3]
- Akan - bergslandskap med vulkaniska kratrar och skog

I stadsdelen Akan i Kushiro höll man Japans första nationella mästerskap i bandy i januari 2017. Banan var dock inte fullstor. Klubben heter FACE-OFF.